# تری دیسچینگر
تری دیسچینگر (انگلیسی: Terry Dischinger؛ زاده ۲۱ نوامبر ۱۹۴۰) یک ورزشکار اهل ایالات متحده آمریکا است.
بزرگترین افتخار وی کسب مدال طلای مسابقات المپیک تابستانی در سال 1960بود. تری دیسچینگر در آن زمان با شاره 43 معروف خود نقش موثری در قهرمانی ایالات متحده آمریکا،در مسابقات داشت.